# Jérôme Bel
Jérôme Bel est un danseur et chorégraphe français né le 14 octobre 1964 à Montpellier. Chorégraphe de danse contemporaine.

## Biographie

### Jeunesse et formation
Jérôme Bel découvre la danse contemporaine lors, notamment, du Festival d'Avignon en 1983 où il assiste aux représentations de deux pièces importantes : Nelken de Pina Bausch et Rosas danst Rosas d'Anne Teresa De Keersmaeker qui marqueront son envie d'étudier la danse et son approche parfois audacieuse d'appréhender la scène. Il devient alors élève au CNDC d’Angers de 1984 à 1985.

### Carrière de danseur
De 1985 à 1991, Jérôme Bel danse pour plusieurs chorégraphes en France et en Italie (Angelin Preljocaj, Régis Obadia, Daniel Larrieu, Caterina Sagna). En 1992, il a été assistant de Philippe Decouflé pour les cérémonies des XVIe Jeux olympiques d'hiver d'Albertville.

### Carrière de chorégraphe
Jérôme Bel travaille ensuite avec Frédéric Seguette durant une dizaine d'années. Il propose alors des chorégraphies, jouant sur la carte d'un minimalisme assumé, provocateur et ludique, et remettant en cause certains acquis du spectacle. Sa première pièce Nom donné par l’auteur est une chorégraphie d’objets, la seconde, Jérôme Bel, est basée sur la nudité totale  des interprètes. En 2001, avec The Show Must Go On il réunit vingt interprètes, dix-neuf chansons pop et un DJ.
En 2004, l'Opéra de Paris lui demande une pièce qu'il réalise sous la forme d'un documentaire théâtral sur Véronique Doisneau, une danseuse du corps de ballet de l'institution. En 2005, lorsqu'il bénéficie d'une résidence en Thaïlande d'où il reviendra avec la pièce Pichet Klunchun and Myself, un dialogue chorégraphique entre lui et le danseur traditionnel thaïlandais Pichet Klunchun. Suivront le solo Cédric Andrieux (2009) pour le danseur éponyme de Merce Cunningham, Isadora Duncan (2019), pièce qui dresse le portrait cette chorégraphe, Laura Pante (2020) pour l'interprète et chorégraphe italienne éponyme ou Xiao Ke (2020) pour la performeuse, chorégraphe et danseuse chinoise éponyme.
En 2010, il collabore avec Anne Teresa De Keersmaeker à la création de 3Abschied à partir du Chant de la Terre de Gustav Mahler. Disabled Theater (2012) est conçu pour des acteurs professionnels handicapés mentaux du Theater Hora. Pour Tombe (2016), pièce créée à l'invitation de l'Opéra de Paris, Jérôme Bel a proposé à des danseurs du ballet d’inviter, pour un duo, la personne avec laquelle jamais ils ne partageraient cette scène. Danser comme personne ne regardait (2018) et la lecture de la Conférence sur le rien de John Cage en appellent à une attitude esthétique contemplative.
En 2013 paraît Emails 2009-2010 (Les Presses du réel) coécrit avec le chorégraphe Boris Charmatz. Ce livre est publié en ligne et en anglais, toujours aux éditions Les Presses du Réel, en 2016.
Il est régulièrement convié à donner des conférences dans des universités, notamment autour des questions écologiques dans la diffusion culturelle. En effet, pour des raisons écologiques, la compagnie Jérôme Bel n'utilise plus l'avion pour ses déplacements, ce qui lui a d'ailleurs valu quelques critiques.

### Vidéos et expositions
Par ailleurs les films de ses spectacles sont présentés lors de biennales d’art contemporain (biennale de Lyon, de Porto Alegre, de Tirana) et dans des musées (Centre Georges-Pompidou à Paris et à Metz, Hayward Gallery et Tate Modern à Londres, MoMA à New York).
Avec Rétrospective, Jérôme Bel remonte le fil de ses archives vidéos et opère une coupe transversale au sein de son corpus, pour mieux en faire ressortir le lien qu'il établit entre danse et politique.

## Créations chorégraphiques
- 1994 : Nom donné par l'auteur
- 1995 : Jérôme Bel[5],[6],[7]
- 1997 : Shirtologie
- 1998 : Le Dernier Spectacle[8],[9]
- 2000 : Xavier Le Roy
- 2001 : The Show Must Go on
- 2004 : The Show Must Go on 2[10]
- 2004 : Véronique Doisneau, solo pour la danseuse éponyme pour l'Opéra de Paris
- 2005 : Pichet Klunchun and Myself, duo avec le danseur éponyme et Jérôme Bel
- 2005 : Isabel Torres, solo pour la danseuse éponyme
- 2009 : Lutz Forster, solo pour le danseur éponyme (de)
- 2009 : Cédric Andrieux, solo pour le danseur éponyme
- 2010 : 3Abschied en collaboration avec Anne Teresa De Keersmaeker
- 2012 : Disabled theater avec les acteurs du Theater HORA
- 2013 : Cour d'honneur avec les spectateurs et les interprètes du Festival d'Avignon[11]
- 2015 : Gala
- 2016 : Tombe pour le ballet de l'Opéra de Paris[12]
- 2017 : Posé arabesque, temps lié en arrière, marche, marche... pour le ballet de l'Opéra de Lyon
- 2018 : Danser comme si personne ne regardait
- 2018 : Conférence sur rien, lecture du texte homonyme de John Cage
- 2019 : Rétrospective
- 2019 : Isadora Duncan
- 2020 : Danses pour une actrice (Valérie Dréville)
- 2020 : Xiao Ke
- 2020 : Laura Pante
- 2021 : Danses pour Wu-Kang Chen
- 2021 : Danses pour une actrice (Jolente de Keersmaeker)
- 2021 : Jérôme Bel
- 2023 : Danses non humaines
- 2023 : Recommencer ce monde (les créatures fabuleuses)

## Publication
- Boris Charmatz et Jérôme Bel, Emails 2009-2010, Les Presses du réel / Musée de la danse), 2013

## Distinctions

### Prix
- 2005 : Bessie Award à New York pour The Show Must Go On
- 2008 : Prix Routes Princesse Margriet, avec Pichet Klunchun, de la diversité culturelle de la Fondation européenne de la culture.
- 2013 : Prix suisses de danse - Création actuelle de danse pour Disabled Theater
- 2021 : Taishin Performing Arts Award [13]pour Danses pour Wu-Kang Chen.

### Décorations
- Officier de l'Ordre des Arts et des Lettres (2015[14]).